# Jezioro Barlewickie
Jezioro Barlewickie (niem. Barlewitzer See) – przepływowe jezioro rynnowe w Polsce, położone w województwie pomorskim, w powiecie sztumskim, w gminie Sztum, na obszarze Pojezierza Dzierzgońsko-Morąskiego.
Ogólna powierzchnia: 67,09 ha.